# Sclerochorton haussknechtii
Sclerochorton haussknechtii är en flockblommig växtart som beskrevs av Pierre Edmond Boissier. Sclerochorton haussknechtii ingår i släktet Sclerochorton och familjen flockblommiga växter. Inga underarter finns listade i Catalogue of Life.